# Amblyopone fulvida
Amblyopone fulvida é uma espécie de formiga do gênero Amblyopone.